# Fregata de Christmas
La fregata de Christmas (Fregata andrewsi) és un ocell marí de la família dels fregàtids (Fregatidae). D'hàbits pelàgics, cria sobre grans arbres a l'illa Christmas, a l'Índic oriental, dispersant-se fins al Mar de la Xina Meridional i el nord d'Austràlia.